# (33065) 1997 VQ5
1997 VQ5 (asteroide 33065) é um asteroide da cintura principal. Possui uma excentricidade de 0.16359330 e uma inclinação de 3.57801º.
Este asteroide foi descoberto no dia 8 de novembro de 1997, por Takao Kobayashi em Oizumi.